# Cetonia kolbei
Cetonia kolbei är en skalbaggsart som beskrevs av Curti 1914. Cetonia kolbei ingår i släktet Cetonia och familjen Cetoniidae. Inga underarter finns listade i Catalogue of Life.